# Peter Paul Koprowski
Peter Paul Koprowski (Piotr Paweł Koprowski; * 24. August 1947 in Łódź, Polen) ist ein kanadischer Komponist, Pianist, Dirigent und Musikpädagoge polnischer Herkunft.

## Leben und Wirken
Koprowski studierte von 1966 bis 1969 an der Staatlichen Musikhochschule Krakau bei Bolesław Woytowicz und leitete hier ein Ensemble für Neue Musik. Von 1969 bis 1971 setzte er seine Ausbildung bei Nadia Boulanger in Paris fort. 1971 emigrierte er nach Kanada und begann ein Dissertationsstudium im Fach Komposition bei John Weinzweig an der University of Toronto. 1973 wurde er Assistant Professor an der McGill University in Montreal, seit 1974 unterrichtete er an der University of Western Ontario. 1981 war er Composer in Residence der Leighton Artists' Colony, des Banff Centre for the Arts und 1988–89 der Canadian Opera Company (COC).
Bekannt wurde Koprowski mit Orchesterwerken wie In Memoriam Karol Szymanowski (1963). Für die COC komponierte er die einaktige Oper Dulcitius, die 1989 uraufgeführt wurde. Seine Letters für Mezzosopran, Violine, Klarinette und Klavier wurde 1984 von Laura Pudwell uraufgeführt, für Rivka Golani komponierte er 1995 ein Konzert für Viola und für Eric Schulz 1998 ein Trompetenkonzert. Seine Millennium Cantata wurde 2001 vom Ottawa Symphony Orchestra und der Ottawa Choral Society aufgeführt, das sinfonische Werk Behind the Iron Curtain 2005 vom Winnipeg Symphony Orchestra unter Andrey Boreyko. Zweimal erhielt Koprowski den Jules Léger Prize: 1989 für das Sonnet for Laura und 1994 für sein Woodwind Quintet. Sein Bratschenkonzert wurde mit dem National Music Award des Chalmers Fund ausgezeichnet und für einen Juno Award (2002) nominiert. 2005 wurde er mit dem Orden Polonia Restituta ausgezeichnet, 2009 erhielt er den National Arts Centre Award für kanadische Komponisten.